# 發射光譜

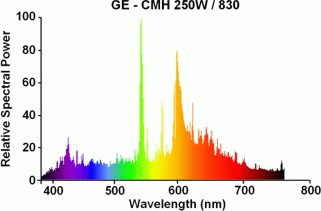
金屬鹵化物燈的發射光譜。

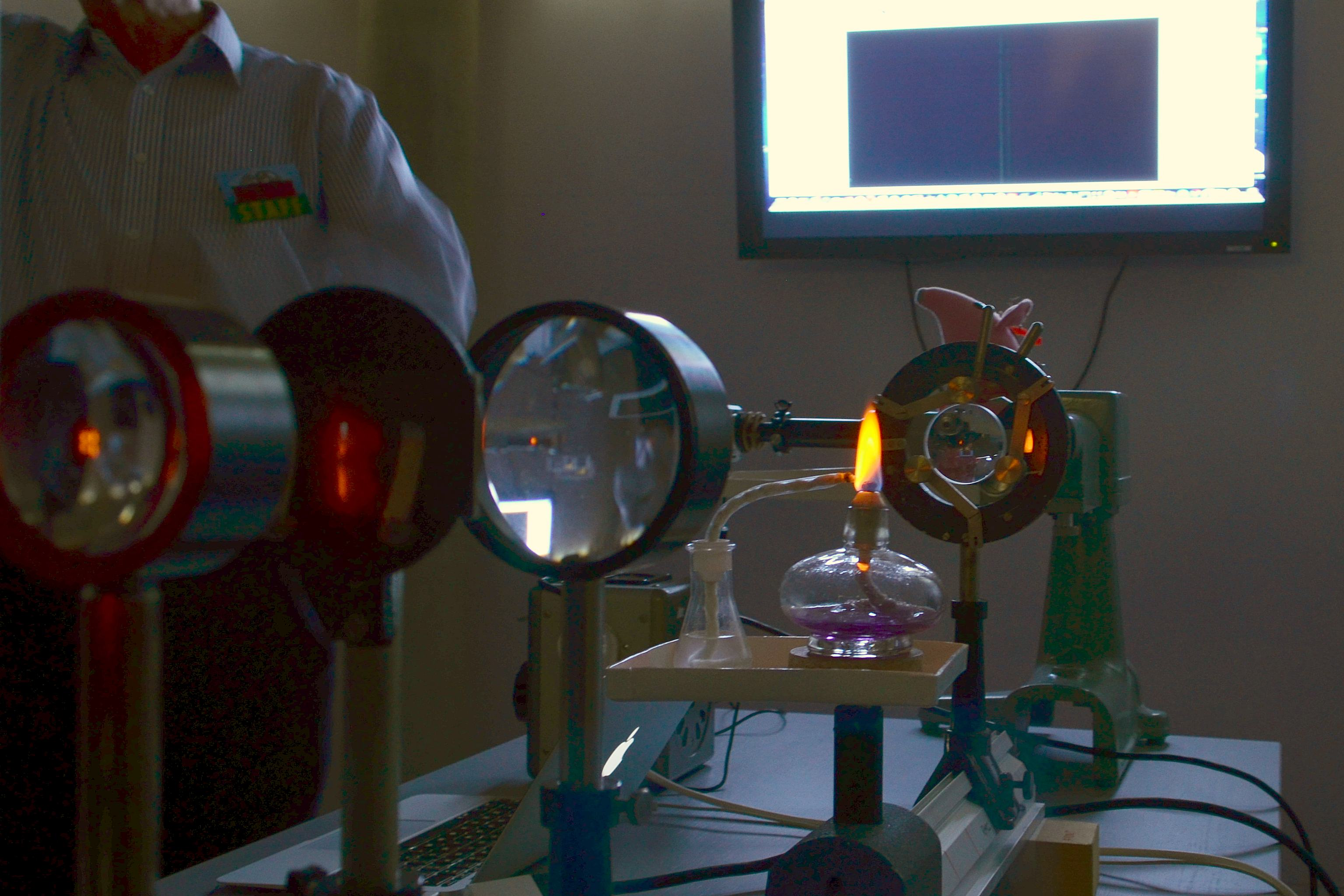
在589nm處D_{2}（左）和一示範590納米D_{1}（右）採用用鹽水燈芯在火焰發射鈉D譜線

發射光譜（英語：emission spectrum）是當一個元素被激發（加熱）時，在相對於電磁輻射的每一個頻率中，某些頻率的輻射強度增加的現象。
當化學元素中的電子被激發時，它會躍遷至能量較高的軌道上，而當這個電子離開激態，返回低能量的軌道時，能量會被再輻射出來，分離出來的發射譜線就是所提到的波長。注意，輻射的譜線頻率會比原來的頻率寬一些，這是譜線致寬的效應。
這個項目雖然經常提到可見光的發射光譜，但實際上它存在於整個的電磁頻譜，從低能量的無線電波到高能量的γ射線都有。
發射光譜可以用來確定材料的組成，因為在週期表上的每一種化學元素都有各自不同的發射光譜。例如，分析接收到的光譜可以確認恆星的組成。
當光線通過冷且稀薄的氣體物質會產生吸收光譜，在氣體中的原子會吸收特定的頻率，當他們再輻射出來時不會遵循原來被吸收光子的方向前行進，在原先的光譜上形成暗線（光線被吸收）。由被激發的原子輻射出來的光，不會朝向觀測者，因此這條譜線會從原來的連續光譜中消失。

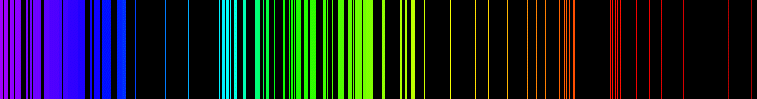
鐵元素的發射譜線。

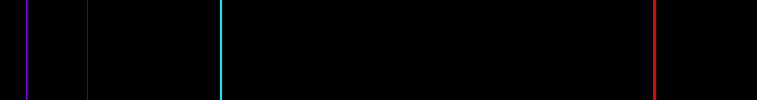
氫元素的發射譜線。

- 原子譜線
- 原子的連續輻射
- 分子輻射

## 外部連結
- Color Simulation of Element Emission Spectrum Based on NIST data